# Florenc
Florenc – jeden z trzech węzłów przesiadkowych metra praskiego, składający się ze stacji linii B i C. Położony jest w dzielnicy o tej samej nazwie (używanej potocznie).
Do 22 lutego 1990 roku węzeł nosił nazwę Sokolovská, od jednej z ulic nad nim przebiegających.
Stacja linii C została otwarta 9 maja 1974 roku (razem z całym pierwszym odcinkiem metra w Pradze), a linii B – 2 listopada 1985. W sierpniu 2002 roku zostały poszkodowane przez powódź – węzeł Florenc jest położony około 300 metrów od Wełtawy, która wówczas wystąpiła ze swego koryta.
Przejście między peronami obu linii składa się z systemu korytarzy i schodów ruchomych.
Obie stacje posiadają windy umożliwiające osobom niepełnosprawnym dostęp do peronów, jednak w przypadku przesiadania się z jednej linii na drugą, konieczne jest przejście między tymi windami na poziomie ulic je oddzielających. Dojście do stacji prowadzi przez dwa westybule: północny – ulokowany w miejsce wyburzonych pod jego budowę kamienic u zbiego ulic Sokolovská i Ke Štvanici – oraz południowy, przy ulicy Křižíka. Łączy je podziemny pasaż.
Węzeł obejmujący stacje linii B i C jest dogodnie powiązany z komunikacją naziemną – rejon ten obsługują zarówno tramwaje (ulice Sokolovská, Na Poříčí), jak i autobusy miejskie (Ke Štvanici, Křižíkova). W pobliżu znajduje się największy dworzec autobusowy Czech – Ústřední autobusové nádraží Florenc.
Między stacjami Florenc i Vltavská na trasie C rozpoczyna się jednotorowy łącznik z linią B, kończący się po wschodniej stronie stacji trasy „żółtej”. Jego utworzenie było konieczne ze względu na fakt, że przed wybudowaniem zajedni Zličín, wozy kursujące na linii B korzystały z zajezdni Kačerov, do której prowadziła trasa C.

## Stacja linii B
Stacja na linii B ma charakter trzynawowej, z rzędami słupów przedzielającymi oba perony. Ściany stacji zostały udekorowane ceramicznymi kaflami o różnych odcieniach brązu i beżu. Budowa, prowadzona w latach 1977–1985, pochłonęła 560 milionów koron czechosłowackich. W przeciwieństwie do stacji linii C, nie została zbudowana metodą odkrywkową. Po wschodniej stronie, między tunelami wiodącymi dalej w kierunku wschodnim, ulokowano tor odstawczy, będący częścią łącznika tras B i C. W latach 1985–1990, do momentu otwarcia odcinka II.B, stacja miała charakter końcowej.

## Stacja linii C

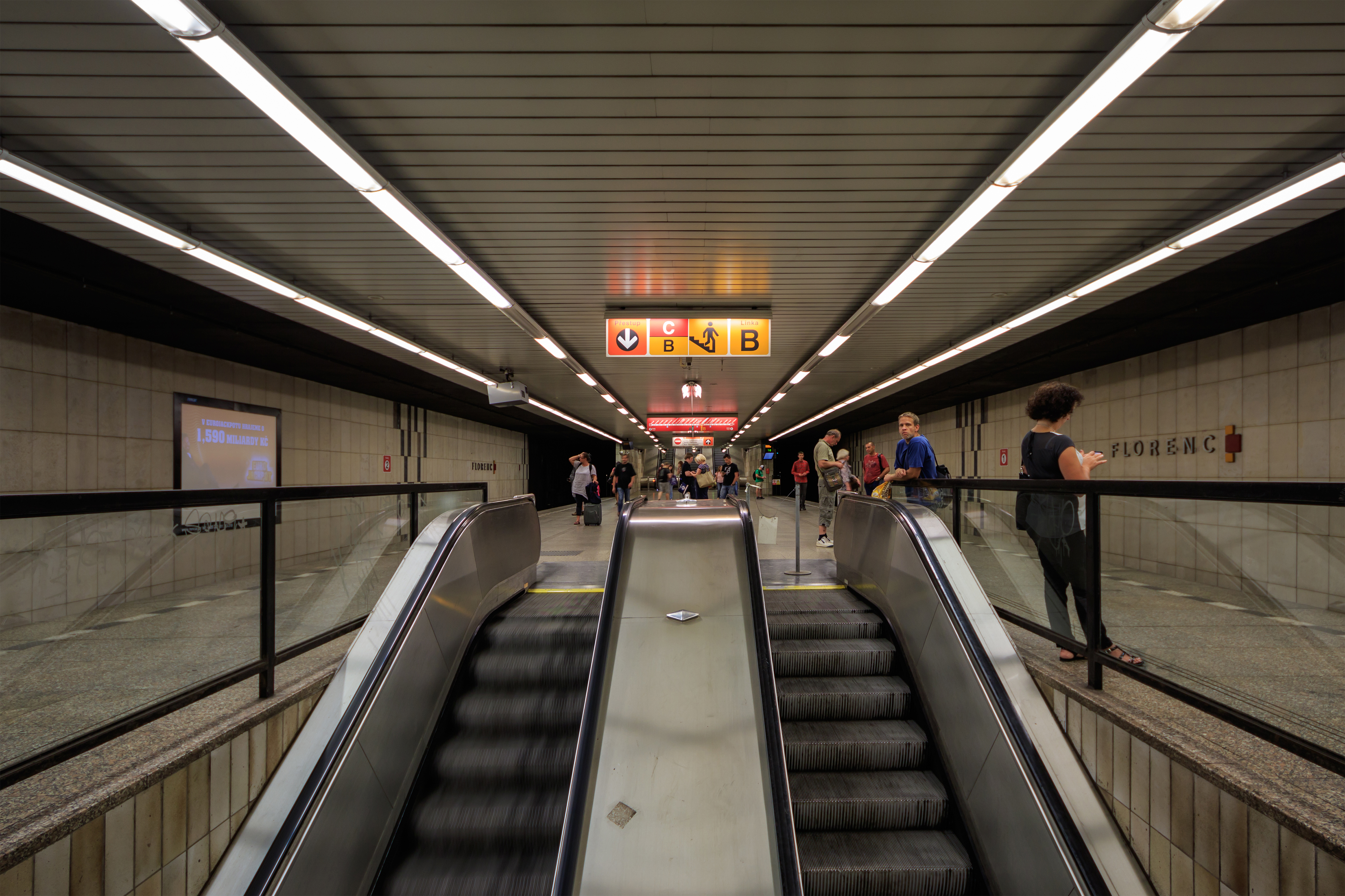

Stacja na trasie C była budowana metodą odkrywkową (ściany z żelbetu) w latach 1969–1974. Została ulokowana ponad biegnącą kilkadziesiąt metrów linią B, a równocześnie pod pasażem łączącym północny i południowy westybul stacji. Charakterystyczną cechą jest brak filarów dzielących przestrzeń peronów, co czyni ją jednonawową. Ogólny koszt budowy stacji wyniósł ponad 210 milionów ówczesnych koron. Do czasu przedłużenia linii C w kierunku północnym (1984), stacja Sokolovská, późniejsza Florenc, była końcową dla tej trasy.
W początkowym okresie istnienia stacji pociągi metra, które miały zawracać w kierunku przeciwnym, musiały wykorzystywać znajdujące się po południowej stronie peronów skrzyżowanie dwóch torów. Dopiero w grudniu 1978 roku oddane zostały od użytku właściwe tory odstawcze.